# 1778 в Україні

## Події
- У Полтаві зведений Перший пам'ятник на згадку про битву 1709 року.

## Особи

### Народились
- Квітка-Основ'яненко Григорій Федорович (1778—1843) — український прозаїк, драматург, журналіст, літературний критик і культурно-громадський діяч. Засновник художньої прози та жанру соціально-побутової комедії в класичній українській літературі.
- Вавжинець Марчинський (1778—1845) — подільський історик, географ, краєзнавець, церковний діяч, педагог.
- Могильницький Іван (1778—1841) — український освітній і церковний діяч, вчений-філолог, один з провісників національного відродження в Галичині.
- Полетика Петро Іванович (1778—1849) — дипломат, дійсний таємний радник, сенатор.
- Ящуржинський Георгій (1778—1852) — український релігійний діяч. Ректор Подільської духовної семінарії синодальної церкви Російської імперії.

### Померли
- Пилип (Володкович) (1698—1778) — український і білоруський релігійний діяч, єпископ Української греко-католицької церкви; з 18 липня 1778 року митрополит Київський, Галицький та всієї Руси — настоятель УГКЦ.
- Гендриков Іван Симонович (1719—1778) — діяч Російської імперії, граф (1742), генерал-аншеф (1762), організатор проведення Елекції гетьмана Кирила Розумовського у Глухові в 1750 році.
- Антін (Млодовський) (1724—1778) — єпископ Володимирський і Берестейський Руської Унійної Церкви, архимандрит Полоцький Борисо-Глібський (1751―1760) та Супрасльський (1760―1778).
- Шубін Софрон Борисович (1727—1778) — контр-адмірал, член Адміралтейської колегії, перший командир будівництва Херсонської фортеці.

## Засновані, створені
- Офіційна дата утворення Маріуполя
- Херсон
- Авдіївка
- Бутейки
- Велика Білозерка
- Мангуш
- Матвіївка (Миколаїв)
- Нижня Кринка
- Новопідкряж
- Розумівка (Запорізький район)
- Староласпа
- Тарасівка (Сквирський район)
- Чистякове
- Бурса (корпус НаУКМА)
- Дрогобицька житниця
- Херсонська фортеця
- Херсонське адміралтейство
- Херсонський морський торговельний порт
- Херсонський річковий порт
- Капуцинський монастир (Острог)
- Церква Успення Пресвятої Богородиці (Корчин)
- Спасо-Преображенська церква (Кролевець)